# Hanns Cibulka
Hanns Cibulka (Krnov, 20 settembre 1920 – Gotha, 20 giugno 2004) è stato uno scrittore, poeta e giornalista tedesco.

## Biografia

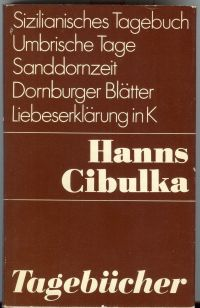
Tagebuecher

Nato a Jaegerndorf, Cecoslovacchia (l'attuale Krnov, Repubblica Ceca), Hanns Cibulka, figlio di un artigiano ebbe una formazione di tipo economico/contabile. Dal 1939 fino al 1945 fu arruolato come soldato nella Wehrmacht. Durante la Seconda guerra mondiale conobbe le opere di Friedrich Nietzsche e di Wilhelm Heinse. Dopo aver partecipato ad aspre battaglie si ammalò di malaria e finì in un campo di prigionia americano in Sicilia.
Dopo il rilascio dalla prigionia, non potendo ritornare nella sua patria tedesca dei Sudeti, si recò nella zona d'occupazione sovietica. Dal 1948 fu impiegato all'Istituto Turingo delle Biblioteche di Jena, e dal 1949 fino al 1951 svolse i suoi studi bibliotecari a Berlino (Est). Gli venne offerta la direzione della nuova biblioteca centrale nel complesso delle "Nationale Forschungs- und Gedenkstätten der Klassischen Deutschen Literatur" di Weimar ma Cibulka si decise per la biblioteca comunale e regionale "Heinrich Heine" di Gotha e dal 1953 fino al pensionamento nel 1985 ne fu direttore. La prima moglie, Annemarie, partì per la Germania Ovest insieme con lo scrittore Peter Jokostra nel 1958. I due figli avuti dal matrimonio restarono a Gotha. Nel 1960 Cibulka sposò Edelgard Häffner.

## Poeta lirico e narrativo
L'opera letteraria del nostro comprende volumi di poesie e diari. La perdita della sua patria nella regione morava dei Sudeti, le sue esperienze durante la guerra e nella prigionia e le sue impressioni dell'Italia vennero elaborate nelle sue prime opere. Cibulka passava dalla poesia lirica alla narrativa. Le influenze principali furono Wilhelm Heinse, le opere scientifiche di Goethe, i documenti della vita di Nietzsche, Robert Hohlbaum (incontrato nel 1944 a Jaegerndorf e nel 1946-1951 a Weimar), Friedrich Georg Jünger, Erhart Kästner, Gerhart Hauptmann, Ezra Pound e Shaldrake. Nella RDT di allora il suo influsso cominciò a farsi sentire all'inizio degli anni settanta. Era letto volentieri, pur non essendo favorito dallo stato, e per questo solo tardivamente colmato di onori.
Trattò le tematiche ambientaliste in "Swantow" (1982), dove criticava apertamente la politica ambientale della RDT, cadde così in disgrazia presso il governo della Germania Est e iniziò a frequentare attivamente le parrocchie, dove le sue parole ebbero un'eco enorme. Fu in seguito sorvegliato, probabilmente dal "Ministero della Sicurezza di Stato" (MfS). Il racconto "Swantow" diventò quasi il manifesto segreto del crescente movimento ambientalista. Dal 1989 in poi fu in grado di riflettere pubblicamente e in modo più intenso la perdita della patria e poté anche discutere lo sviluppo politico e sociale dell'Europa. Nell'ultimo libro (Späte Jahre, 2004) si occupò in modo distaccato del tema della vecchiaia. Non ci furono edizioni su licenza delle sue opere nella Germania Ovest fino alla riunificazione tedesca, ma comunque esistevano traduzioni in polacco, ceco e italiano.